# Liam Möller
Liam Möller (Espoo, 21 dicembre 2004) è un calciatore finlandese, centrocampista dell'HJK.

## Carriera

### Club
È cresciuto nel settore giovanile dell'HJK, che lo ha assegnato al proprio club filiale, il Klubi 04, nel 2021.
Ha debuttato in prima squadra il 27 gennaio 2023 nell'incontro di Liigacup vinto 3-0 contro il IFK Mariehamn ed ha segnato il suo primo gol l'8 febbraio, sempre in coppa di lega, contro il Lahti. Il 9 maggio 2023, all'esordio in Veikkausliiga, è andato a segno nella trasferta pareggiato 3-3 contro il KTP.

### Nazionale
Ha giocato nelle nazionali giovanili finlandesi Under-16, Under-18, Under-19 ed Under-21.

## Statistiche

### Presenze e reti nei club
Statistiche aggiornate al 6 marzo 2025.
| Stagione        | Squadra         | Campionato      | Campionato | Campionato | Coppe nazionali | Coppe nazionali | Coppe nazionali | Coppe continentali | Coppe continentali | Coppe continentali | Altre coppe | Altre coppe | Altre coppe | Totale | Totale | Totale |
| Stagione        | Squadra         | Comp            | Pres       | Reti       | Comp            | Pres            | Reti            | Comp               | Pres               | Reti               | Comp        | Pres        | Reti        | Pres   | Reti   |        |
| --------------- | --------------- | --------------- | ---------- | ---------- | --------------- | --------------- | --------------- | ------------------ | ------------------ | ------------------ | ----------- | ----------- | ----------- | ------ | ------ | ------ |
| 2021            | Klubi 04        | Y               | 1          | 0          | -               | -               | -               | -                  | -                  | -                  | -           | -           | -           | 1      | 0      |        |
| 2022            | Klubi 04        | K               | 17         | 0          | -               | -               | -               | -                  | -                  | -                  | -           | -           | -           | 17     | 0      |        |
| 2023            | Klubi 04        | K               | 16         | 2          | -               | -               | -               | -                  | -                  | -                  | -           | -           | -           | 16     | 2      |        |
| 2024            | Klubi 04        | Y               | 2          | 0          | -               | -               | -               | -                  | -                  | -                  | -           | -           | -           | 2      | 0      |        |
| 2023            | HJK             | VL              | 1          | 1          | CF+CdL          | 1+3             | 0+2             | UCL+UECL           | 1+0                | 0                  | -           | -           | -           | 6      | 3      |        |
| 2024            | HJK             | VL              | 12         | 2          | CF+CdL          | 2+3             | 1+0             | UCL+UECL           | 1+10               | 0+1                | -           | -           | -           | 28     | 4      |        |
| 2025            | HJK             | VL              | 0          | 0          | CF+CdL          | 0               | 0               | -                  | -                  | -                  | -           | -           | -           | 0      | 0      |        |
| Totale carriera | Totale carriera | Totale carriera | 49         | 5          |                 | 9               | 3               |                    | 12                 | 1                  |             | -           | -           | 70     | 9      |        |

## Palmarès

### Club

#### Competizioni nazionali
- Campionato finlandese: 1

HJK: 2023
- Liigacup: 1

HJK: 2023
- Ykkönen: 1

Klubi-04: 2024